# آلف باتيندين
آلف باتيندين (بالإنجليزية: Alf Pattenden)‏ مواليد 21 نوفمبر 1907 - الوفاة 1976، كان ملاكم محترف بريطاني صنّف ضمن فئة وزن الديك.

## إحصائيات
خاض خلال مسيرته 71 نزالا، فاز في 38 وتعادل في 6 وخسر في 27. فاز بالضربة القاضية في 20 نزالا.

## روابط خارجية
- آلف باتيندين على موقع بوكس ريك (الإنجليزية) (registration required)